# Oreopsyche lecerfi
Oreopsyche lecerfi är en fjärilsart som beskrevs av Jean Bourgogne 1963. Oreopsyche lecerfi ingår i släktet Oreopsyche och familjen säckspinnare. Inga underarter finns listade i Catalogue of Life.